# West Hendred
West Hendred is een civil parish in het bestuurlijke gebied Vale of White Horse, in het Engelse graafschap Oxfordshire met 386 inwoners.

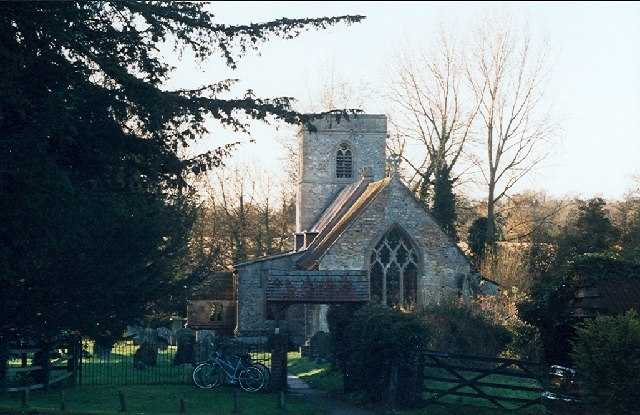
Kerk van West Hendred